# 7th Regiment Maryland Volunteer Infantry
Le 7th Regiment Maryland Volunteer Infantry est un régiment d'infanterie qui a participé à la guerre de Sécession au sein de l'armée de l'Union. Edwin H. Webster est l'un des commandants de régiment.

## Histoire
Le régiment fait partie du VIIIe corps jusqu'au 11 juillet 1863 au sein de la brigade du Maryland. Il appartient ensuite à la troisième brigade de la troisième division du Ie corps jusqu'en janvier 1864, puis à la deuxième brigade de la même division jusqu'au 23 mars 1864. Le régiment est alors transféré dans la troisième brigade de la deuxième division du Ve corps et y reste jusqu'au 6 juin 1864. Il est ensuite dans la deuxième brigade de la même division jusqu'au 31 mai 1865 .

## Service détaillé
Ce régiment entre en service le 15 mai 1861. Le régiment quitte Baltimore le 18 septembre 1862. Après un service de garde dans les défenses de Washington, le régiment est envoyé dans la vallée de Shenandoah pour des opérations. Son premier combat survient le 13 mars 1863, quand il repousse la charge du 5th Virginia Infantry.
Il est envoyé dans le Ve corps de l'armée du Potomac. Lors de la bataille de Gettysburg, il est forcé de se retirer du verger de pêchers au début de la deuxième journée. Il est parmi les unités qui repoussent la charge de Pickett. L'unité stationne pour un service de garnison dans le sud de la Pennsylvanie et est impliqué dans des escarmouches contre certaines unités d'infanterie de Jubal Early.
Lors de la bataille de la Wilderness, le 8 mai 1864, le 7th Maryland est le régiment qui parvient le plus près de la ligne de défense confédérée à Laurell Hill alors que deux brigades de l'Union font une progression. Pour cette action où il est blessé et capturé, le colonel du régiment, Charles E. Phelps reçoit la médaille d'honneur.
En raison de lourdes pertes lors de la bataille de Cold Harbor, il est envoyé en tant que remplacement dans le IVe corps de l'armée du Potomac. Il subit de lourdes pertes pendant le siège de Petersburg, ayant repoussé six charges d'unités du 15th Georgia Infantry qui contre-attaquent.
Le régiment défile lors de la grande revue des armées. Les hommes de la compagnie K dont le terme de l'engagement expire le 31 octobre 1865 sont transférées dans le 1st Maryland et les autres hommes quittent le service le 31 mai 1865 à Arlington Heights,.

## Combats
Au cours de son activité le régiment participe aux combats suivants :
- Escarmouche à Funkstown, 12 juillet 1863
- Escarmouche à Haymarket, 19 octobre 1863
- Reconnaissance de Culpeper jusqu'à Raccoon Ford, les 6 et 7 février 1864
- Bataille de la Widlerness, du 5 au 7 mai 1864
- Bataille de Laurel Hill, 8 mai 1864
- Bataille de Spotsylvania, du 9 au 20 mai 1864
- Bataille de Harris' Farm, 19 mai 1864
- Bataille de North Anna, du 23 au 27 mai 1864
- Bataille de Shady Grove, 30 mai 1864
- Bataille de Bethesda Church, du 31 mai au 1er juin 1864
- Bataille de Cold Harbor, du 2 au 5 juin 1864
- Assaut contre Petersburg,  le 17 et 18 juin 1864
- Siège de Petersburg
- Bataille de Weldon Railroad, du 18 au 21 juin 1864
- Bataille de Poplar Spring Church, 30 septembre 1864
- Bataille de Chapel House, du 1er au 3 octobre 1864
- Bataille de Peebles's Farm, le 7 et 8 octobre 1864[note 2]
- Bataille de Hatcher's Run, 27 octobre 1864
- Raid de Hicksford, du 7 au 12 décembre 1864
- Bataille de Dabney's Mill, 6 février 1865
- Bataille de White Oak Road, 31 mars 1865
- Bataille de Five Forks[note 3], 1er avril 1865
- Reddition à Appomatox, 9 avril 1865

## Bilan
Cette unité subit la perte de 389 hommes, dont 23 officiers et 366 hommes du rang, et 65 de ces hommes sont morts de la maladie. 13 hommes ont été capturés à Gettysburg, dont 5 ont péri à Prison de Libby.
L'unité est remarquée par le président Lincoln pour être « très efficace en combat et montrant une plus grande fidélité à la cause de la grande république ».

## Commandants
- Edwin H. Webster, 12 septembre 1862 - 6 novembre 1863[4] (démission)
- Charles E. Phelps (en), 6 novembre 1863 - 9 novembre 1864[1] (démission)
- Edward M. Mobley[1]
- David T. Bennett[1]